# CCNA
Certyfikat CCNA (ang. Cisco Certified Network Associate) – certyfikat drugiego stopnia (ang. associate-level) sieciowej ścieżki technologicznej firmy Cisco. Certyfikat ten potwierdza specjalistyczną wiedzę techniczną oraz umiejętności praktyczne w zakresie instalacji, konfiguracji, automatyzacji, zarządzania i rozwiązywania problemów w małej i średniej wielkości sieciami komputerowymi/telekomunikacyjnymi.

## Opis
Certyfikat jest ważny przez trzy lata. Odnowienie wymaga od posiadaczy certyfikatu zdania egzaminu recertyfikacyjnego, bądź uzyskania certyfikatu wyższego poziomu, przed upływem ważności.

## Egzamin
Do uzyskania certyfikatu wymagane jest uzyskanie pozytywnego wyniku z egzaminu Cisco 200-301. Egzamin obejmuje szeroki zakres wiedzy z podstaw sieci, dostępu do sieci, łączności IP, usług IP, podstaw bezpieczeństwa i automatyzacji sieci. 
Egzaminy organizowane są przez autoryzowane ośrodki egzaminacyjne i zawierają zarówno pytania teoretyczne w postaci testu wielokrotnego wyboru, pytań jednokrotnego wyboru z predefiniowanymi odpowiedziami zawierającymi np. elementy konfiguracji urządzeń jak i część symulacyjną wymagającą wykonania czynności konfiguracyjnych na routerze lub przełączniku.

## Historia
Do 2013 roku firma Cisco oferowała dwie ścieżki certyfikacyjne: CCNA Discovery oraz CCNA Exploration. W marcu 2013 roku Cisco ogłosiło zmiany w programie certyfikacyjnym, wprowadzając nowy kurs o nazwie CCNA Routing and Switching, który zastąpił dotychczasowe ścieżki.
W ramach tych zmian zaktualizowano również egzaminy. Egzamin ICND1 (Interconnecting Cisco Networking Devices Part 1) został zaktualizowany do wersji 100-101, a jego zdanie skutkowało uzyskaniem certyfikatu Cisco Certified Entry Networking Technician (CCENT). Egzamin ICND2 (Interconnecting Cisco Networking Devices Part 2) otrzymał numer 200-101. Przed 2013 rokiem egzaminy te miały numery odpowiednio 640-822 (ICND1) i 640-816 (ICND2). 
Alternatywnie, kandydaci mogli przystąpić do jednoczęściowego egzaminu CCNA o numerze 200-120, znanego również jako CCNAX, który obejmował materiał z obu egzaminów ICND1 i ICND2. Przed 2013 rokiem egzamin ten miał numer 640-802.
Wprowadzone zmiany miały na celu lepsze dostosowanie programu certyfikacyjnego do aktualnych trendów w branży IT oraz technologii stosowanych przez Cisco. 
W 2024 roku firma Cisco wprowadziła aktualizacje do egzaminu CCNA 200-301, oznaczone jako wersja 1.1. Zmiany te odzwierciedlają rosnące znaczenie technologii takich jak sztuczna inteligencja (AI), uczenie maszynowe oraz zarządzanie sieciami w chmurze. Nowe tematy obejmują m.in. generatywną i predykcyjną AI oraz ich zastosowanie w operacjach sieciowych. Aktualizacja egzaminu weszła w życie 20 sierpnia 2024 roku. Do tego dnia kandydaci mogli przystępować do egzaminu w poprzedniej wersji. Zmiany te mają na celu dostosowanie certyfikacji CCNA do współczesnych trendów technologicznych i wymagań rynku pracy. Wprowadzone modyfikacje stanowią około 10% całkowitej zawartości egzaminu, co oznacza, że większość materiału pozostała niezmieniona. Kandydaci przygotowujący się do egzaminu powinni jednak uwzględnić nowe zagadnienia w swoim planie nauki, aby być w pełni przygotowanym do certyfikacji.